# Паколет (Јужна Каролина)
Паколет (енгл. Pacolet) град је у америчкој савезној држави Јужна Каролина.

## Демографија
По попису из 2010. године број становника је 2.235, што је 455 (-16,9%) становника мање него 2000. године.
| Група             | 2000.         | 2010.         |
| Белци             | 1.908 (70,9%) | 1.671 (74,8%) |
| Афроамериканци    | 705 (26,2%)   | 486 (21,7%)   |
| Азијати           | 14 (0,5%)     | 26 (1,2%)     |
| Хиспаноамериканци | 32 (1,2%)     | 25 (1,1%)     |
| Укупно            | 2.690         | 2.235         |